# Ali Sajadi
Seyed Ali Sajadi Mamasani est un joueur iranien de volley-ball né en 1988 à Chiraz. Il mesure 1,94 m et joue spiker.

## Clubs
- Abfa Shiraz
- Lastik Dena Shiraz
- Mersad Shiraz
- Saipa Alborz
- Kalleh Mazandaran
- Giti Pasand Isfahan
- Shahrdari Tabriz
- Kalleh Mazandaran
- Shahrdari Tabriz